# Jewels of Thought
Jewels of Thought è un album discografico del sassofonista jazz statunitense Pharoah Sanders, pubblicato dalla Impulse! Records nel 1969.
Il disco è stato ristampato in formato CD nel 1998. In quest'occasione il brano originariamente diviso in due parti Sun In Aquarius, è stato unito insieme a formare un'unica traccia della durata di 27 minuti.

## Tracce
1. Hum-Allah-Hum-Allah-Hum-Allah – 15:04 (P. Sanders, L. Smith Jr., Amosis Leontopolis Thomas)
2. Sun In Aquarius (Part I) – 8:22 (P. Sanders, L. Smith Jr.)
3. Sun In Aquarius (Part II) – 19:56 (P. Sanders, L. Smith Jr.)

## Musicisti
- Pharoah Sanders – sax tenore, clarinetto basso, flauto, kalimba, chimes, percussioni
- Leon Thomas – voce, percussioni
- Lonnie Liston Smith –  pianoforte, flauto africano, kalimba, percussioni
- Cecil McBee –  basso, percussioni
- Richard Davis – contrabbasso, percussioni (solo tracce 2 & 3)
- Idris Muhammad – batteria, percussioni
- Roy Haynes –  batteria (solo traccia 1)